# Jarvis (음반)
《Jarvis》는 펄프의 보컬인 자비스 코커의 첫 데뷔 솔로 앨범이다.

## 제작
펄프의 멤버인 스티브 맥키와 마크 웨버가 녹음에 참여하였다. 전 펄프 멤버인 안토니 젠과 투어 멤버인 리처드 홀리역시 녹음에 참여하였다. 캔디다 도일은 라이브 공연시에 다양한 곡들을 연주하였다. 마지막 트랙인 "Cunts are Still Running the World" 은 영화 차일드 오브 맨의 엔딩 크레디트 동안에 사용되었다.

## 트랙 리스트
모든 곡들은 자비스 코커가 작곡하였으며 '"Black Magic"은 스티브 맥키와 자비스 코커의 공동 창작물이다.
1. "The Loss Adjuster (Excerpt 1)" – 0:29
2. "Don't Let Him Waste Your Time" – 4:09
3. "Black Magic" – 4:21
4. "Heavy Weather" – 3:49
5. "I Will Kill Again" – 3:45
6. "Baby's Coming Back to Me" – 4:09
7. "Fat Children" – 3:23
8. "From Auschwitz to Ipswich" – 3:49
9. "Disney Time" – 3:04
10. "Tonite" – 3:56
11. "Big Julie" – 4:41
12. "The Loss Adjuster (Excerpt 2)" – 0:29
13. "Quantum Theory" – 4:40
"Cunts Are Still Running The World" – 4:50
  - "Cunts are Still Running the World"은 CD의 히든 트랙이며 "Quantum Theory"가 30분이 흐른뒤에 나온다.

## 차트 순위
| 차트 (2006). | 배급사(s) | 최고 순위 |
| ------------ | --------- | --------- |
| UK 앨범 차트 | BPI/OCC   | 37        |